# Mandarin standard du Sichuan
Le mandarin standard du Sichuan (chinois simplifié : 四川普通话 ; chinois traditionnel : 四川普通話 ; pinyin : Sìchuān Pǔtōnghuà; Pinyin du Sichuan : Si⁴cuan¹ Pu³tong¹hua¹ ; ou mandarin standard sel et poivre (chinois simplifié : 椒盐普通话 ; chinois traditionnel : 椒鹽普通話 ; pinyin : Jiāo yán pǔtōnghuà), est une variante du mandarin standard dérivée du mandarin standard parlé dans les régions du Sichuan et de Chongqing (la plus grande agglomération du pays) en République populaire de Chine. Il est généralement abrégé en « 川普 » (Cuan¹pu³ ou Chuānpǔ).
Contrairement au sichuanais (en) (ou mandarin du Sichuan), qui est la langue native parlée par la population de ces régions, le mandarin standard du Sichuan (ou Chuanpu) provient de la politique de popularisation du mandarin promue par le Gouvernement chinois depuis 1956. Il est en fait issu mandarin standard avec l'accent du Sichuan, et divers éléments de vocabulaire et de grammaires locaux. De ce point de vue, le mandarin standard du Sichuan est à rapprocher du mandarin de Taïwan et du mandarin de Singapour.

## Utilisation
Le Chuanpu est parlé par des Sichuannais qui doivent parler avec des personnes non originaires du Sichuan ou de Chongqing, mais qui n'ont pas appris le mandarin standard authentique. L'usage est également humoristique, car les Sichuannais peuvent trouver cette langue étrange. La langue est dès lors régulièrement utilisée dans les médias.  Chuanpu Waichang (川普歪唱), la tradition de chanson interprétée en Chuanpu, est par ailleurs très populaire au Sichuan et à Chongqing. Elle est généralement adaptée d'airs célèbres,.